# 嘉祿·若瑟·貝克爾
嘉祿·若瑟·貝克爾（1946年4月15日—2015年2月10日）是德國籍天主教執事級樞機及天主教神學家。

## 生平
貝克爾於1946年4月15日在德國第四大城市科隆出生。他於1950年至1953年期間在科隆普拉赫的耶穌會大學（今慕尼黑哲學大學）學習哲學。他於1958年7月31日在耶穌會晉鐸。
他自1977年起一直担任圣座信理部顾问。此外，他还在罗马的宗座额我略大学任教。教宗本笃十六世於2012年2月18日將他擢升为執事級樞機，領聖儒略殉道者執事區執事銜。他是首位領此執事區執事銜的樞機。他於2015年2月10日在意大利罗马去世。